# René de Froulay de Tessé
René III. de Froulay, Comte de Tessé (* um 1650; † 10. Mai 1725) war Marschall von Frankreich, Diplomat und zuletzt Kamaldulenser.

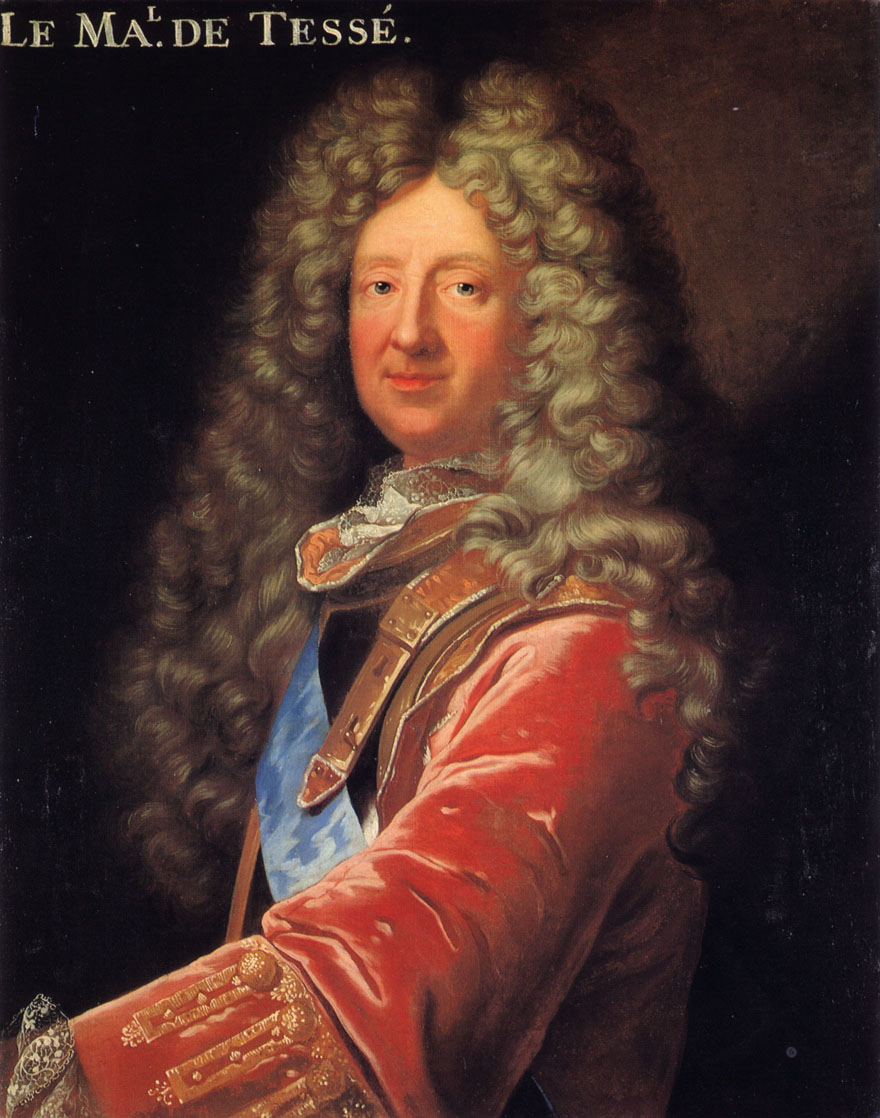
René de Froulay de Tessé

## Leben
Er stammte aus einer alten französischen Adelsfamilie und war der Urenkel von Jean de Beaumanoir (1551–1614), sowie Sohn von René II. de Tessé und Madeleine de Maugé († 1682). 
Bereits in jungen Jahren trat er in den Militärdienst ein und diente 1669 im Stab von  Maréchal de Créquy. Er heiratete 1674 Marie Francoise Auber Aunay. Mit dieser hatte er sieben Kinder. Darunter war auch Charles Louis de Froulay, Bischof von Le Mans. Im gleichen Jahr stellte er als Regimentsinhaber (Mestre de camp) das Regiment «Tessé-Dragons» auf und stieß mit diesem im selben Jahr zur Armée du Roussillon, die vom Grafen Schomberg kommandiert wurde.  1674 wurde er Mestre de camp général der Dragoner.
Er kämpfte im französischen Feldzug 1690 während des Pfälzischen Erbfolgekrieges in Savoyen und war 1691 Gouverneur von Ypern sowie 1692 Lieutenant général des armées du roi und Colonel général des dragons. Als solcher diente er unter Nicolas de Catinat. Ihm gelang es 1693 Herzog Viktor Amadeus II. zur Aufhebung der Belagerung von Pignerol zu zwingen. In der Abwesenheit von Catinat fungierte Froulay de Tessé als französischer Oberbefehlshaber in Oberitalien. Im Jahr 1696 übertrug ihm Ludwig XIV. eine Gesandtschaft nach Savoyen. Zusammen mit Jeanne Baptiste d’Albert de Luynes brachte er die Heirat von Louis de Bourbon und der Marie Adelaide von Savoyen zu Stande.
Während des spanischen Erbfolgekrieges wurde er 1701 in der Schlacht bei Carpi geschlagen, konnte aber den kaiserlichen General Trautmannsdorf bei Mantua und Castiglione bezwingen. Im Jahr 1702 kommandierte er erfolgreich den linken Flügel der französischen Truppen in der Schlacht bei Luzzara. 1702 wurde er zum Marschall von Frankreich ernannt. Im Jahr 1704 und 1705 kommandierte Froulay de Tessé eine vereinigte französisch-spanische Armee bei der Belagerung von Gibraltar. Trotz erheblicher Verluste gelang es nicht, Festung und Stadt zu erobern. Er sah sich daher gezwungen, die Belagerung aufzuheben. Im Oktober desselben Jahres gelang ihm der Entsatz von Badajoz. Im Jahr 1706 versuchte er die zuvor an die Alliierten verloren gegangene Stadt Barcelona zurückzugewinnen. Nach einigen Anfangserfolgen musste Froulay de Tessé die Belagerung aufheben, als eine englische Flotte unter John Leake in den Hafen einlief. Die französisch-spanische Armee musste so schnell weichen, dass den Gegnern große Vorräte in die Hände fielen.
Froulay de Tessé wurde aus Spanien abberufen und befehligte 1707 die französischen Truppen bei der Belagerung von Toulon. Ihm gelang die Abwehr eines Vorstoßes von Eugen von Savoyen. Danach kommandierte er ein Corps unter Claude-Louis-Hector de Villars in der Dauphiné gegen den Herzog von Savoyen. Er hatte großen Anteil daran, die Gegner aus dieser Provinz zu vertreiben.
Er war 1708 als Gesandter in Rom. Er half auch, die Armee von Papst Clemens XI. neu zu organisieren. Im Jahr 1712 war er Befehlshaber der Galeeren.
Nach Ende des Krieges wandte er sich den Wissenschaften zu, lebte am Hofe und war diplomatisch tätig. So war er französischer Sondergesandter am Hof Philipp V. in Madrid. Sein Versuch, eine Heirat zwischen Ludwig XV. und einer spanischen Infantin zu stiften, scheiterte. Daraufhin kehrte 1720 nach Frankreich zurück.
Im Jahr 1722 legte er alle seine Titel und Ämter nieder und trat in ein Kamaldulenserkloster ein. Zeitweise übernahm er 1724 noch einmal den Posten als Gesandter in Spanien, um dann wieder in sein Kloster zurückzukehren.